# Blauet nan de Nova Geòrgia
El blauet nan de Nova Geòrgia (Ceyx collectoris) és una espècie d'ocell de la família dels alcedínids (Alcedinidae) que habita les illes de Vellalavella, Nova Geòrgia i Rendova, a l'arxipèlag de les Salomó